# محاكم التفتيش الإسبانية
محكمة تابعة للديوان المقدس لمحاكم التفتيش في إسبانيا (بالإسبانية: Tribunal del Santo Oficio de la Inquisición)‏، واشتهرت باسم محاكم التفتيش الإسبانية (Inquisición española)، أسسها الملوك الكاثوليك فرناندو الثاني وإيزابيلا الأولى في 1478 بموافقة البابا سيكستوس الرابع. ومهمتها الحفاظ على العقيدة الكاثوليكية في الممالك الإسبانية ولتحل محل محاكم تفتيش القروسطية، التي كانت تحت السيطرة البابوية. أضحت المحاكم الإسبانية أكثر موضوعية من باقي الأشكال المختلفة لمحاكم التفتيش المسيحية وهي الرومانية والبرتغالية، وهي مؤسسة لم يسبق لها مثيل في المؤسسات المماثلة في أوروبا في القرن الثالث عشر (انظر مادة محاكم التفتيش)، ويستخدم تعريف «محاكم التفتيش الإسبانية» على نطاق واسع في إسبانيا وجميع المستعمرات والأقاليم الاسبانية: ومنها جزر الكناري وهولندا الإسبانية ومملكة نابولي وجميع مستعمرات إسبانيا في أمريكا الشمالية والوسطى وأمريكا الجنوبية.
أما الهدف من تلك المحاكم فهو في المقام الأول ضمان العقيدة من أولئك الذين اعتنقوا اليهودية والإسلام. وقد كشف تنظيم إيمان للمتنصرين حديثا بعد المراسيم الملكية الصادرة في عام 1492م و1502م طالبة من اليهود والمسلمين إما تحويل دينهم أو ترك إسبانيا. واستمرت محاكم التفتيش حتى ألغيت نهائيا سنة 1834م في عهد إيزابيلا الثانية، بعد أن تراجع نفوذها في القرن السابق.
كثيرًا ما تعتبر محاكم التفتيش الإسبانية في الأدب والتاريخ الشعبي كمثال على القمع والتعصب الكاثوليكي. على الرغم من ذلك؛ يميل المؤرخون المعاصرون للتشكيك في نظرية العنف المبالغ فيه بشأن محاكم التفتيش الإسبانية. على سبيل المثال يؤكد المؤرخ هنري كامن أن «أسطورة» جنون التعذيب التي قامت بها محاكم التفتيش التعذيب هي إلى حد كبير من اختراع الكتّاب البروتستانت في القرن التاسع عشر كحملة أجندة لتشويه سمعة البابوية. كما توضح كارين آرمسترونغ أنه قد تمت المبالغة في نقل فعالياتها،  وعلى الرغم من أنه حتى سنة 1834 فقد وجهت محاكم التفتيش التهم إلى حوالي 150,000 شخص إلا أنّ حالات الإعدام لم تتجاوز 3,000 حالة منذ تأسيس محاكم التفتيش الإسبانية حتى إلغائها.

## محاكم تفتيش سابقة
أُنشئت محاكم التفتيش من خلال مرسوم باباوي أصدره البابا لوسيوس الثالث في نهاية القرن الثاني عشر حول إلغاء البدع الخبيثة المنتشرة واختص لمكافحة بدعة الكاثار في جنوب فرنسا. حتى أضحت هناك هيئات قضائية كثيرة لمحاكم التفتيش البابوية في عدة ممالك أوروبية في العصور الوسطى. ففي مملكة أرغون انشئت هيئة قضائية لمحاكم التفتيش البابوية حسب قانون العزل (باللاتينية: Excommunicamus) للبابا غريغوري التاسع سنة 1232 خلال فترة هرطقة الكاثار. حيث كان خايمي الأول ملك أراغون يشاور المحامي الكنسي ومستشاره ريمون بنيافورت في المسائل القانونية المتعلقة بممارسات محاكم التفتيش في نطاق الملك، بالرغم من أنه لم يكن مفتشا. "الشعور العميق للمحامي بالعدل والإنصاف، بجانب استحقاق الدومينيكان لمعنى الرحمة، سمح له بتجنب التجاوزات التي عثر عليها في أماكن أخرى في سنوات تكوين محاكم التفتيش من الولوج في البدع." ومع الوقت ضعفت تلك الأهمية، حتى كادت أن تنسى بحلول منتصف القرن الخامس عشر وإن كان القانون لا يزال موجودا.
أما في مملكة قشتالة فلم يكن هناك وجود لهيئات قضائية لمحاكم التفتيش البابوية. وإن اتهم بعض أعضاء الأسقفية بمراقبة المؤمنين ومعاقبة المخالفين. أما الطبقة الكاثوليكية الحاكمة فقد كانت لا تعير اهتماما كبيرا حول البدع في القرون الوسطى. ودرجت العادة بالسماح للمسلمين واليهود بممارسة شعائرهم وأعرافهم في أمورهم الداخلية. ولكن مع ذلك فإنه بموجب القوانين فقد اعتبروا أنهم أقل درجة من الكاثوليك ويخضعون للتمييز في المعاملة.
ويمكن اعتبار أن محاكم التفتيش الإسبانية (Inquisición Española) هو رد على طبيعة تعدد الأديان في المجتمع الإسباني بعد استرداد شبه الجزيرة الإيبيرية من المسلمين المورسكيين. فبعد أن فتح المسلمون الأندلس أضحت مناطق كبرى في جزيرة أيبيريا تحت حكم المسلمين حتى سنة 1250 حيث قلصت إلى إمارة غرناطة التي سقطت سنة 1492. ومع ذلك فإن حروب الاسترداد لم تؤدي إلى طرد جميع المسلمين واليهود من إسبانيا، لأنهم لاقوا نوعا من التسامح من قبل النخبة المسيحية الحاكمة. وقد تركز اليهود في المدن الكبيرة خصوصا إشبيلية وبلد الوليد وبرشلونة بأحياء خاصة بهم ولكن في السنوات التالية ومع تزايد القهر والطرد وتعذيب المسلمين بدأ اليهود يتعرضون لنفس المعاملة.

## الاستقصاءات السابقة

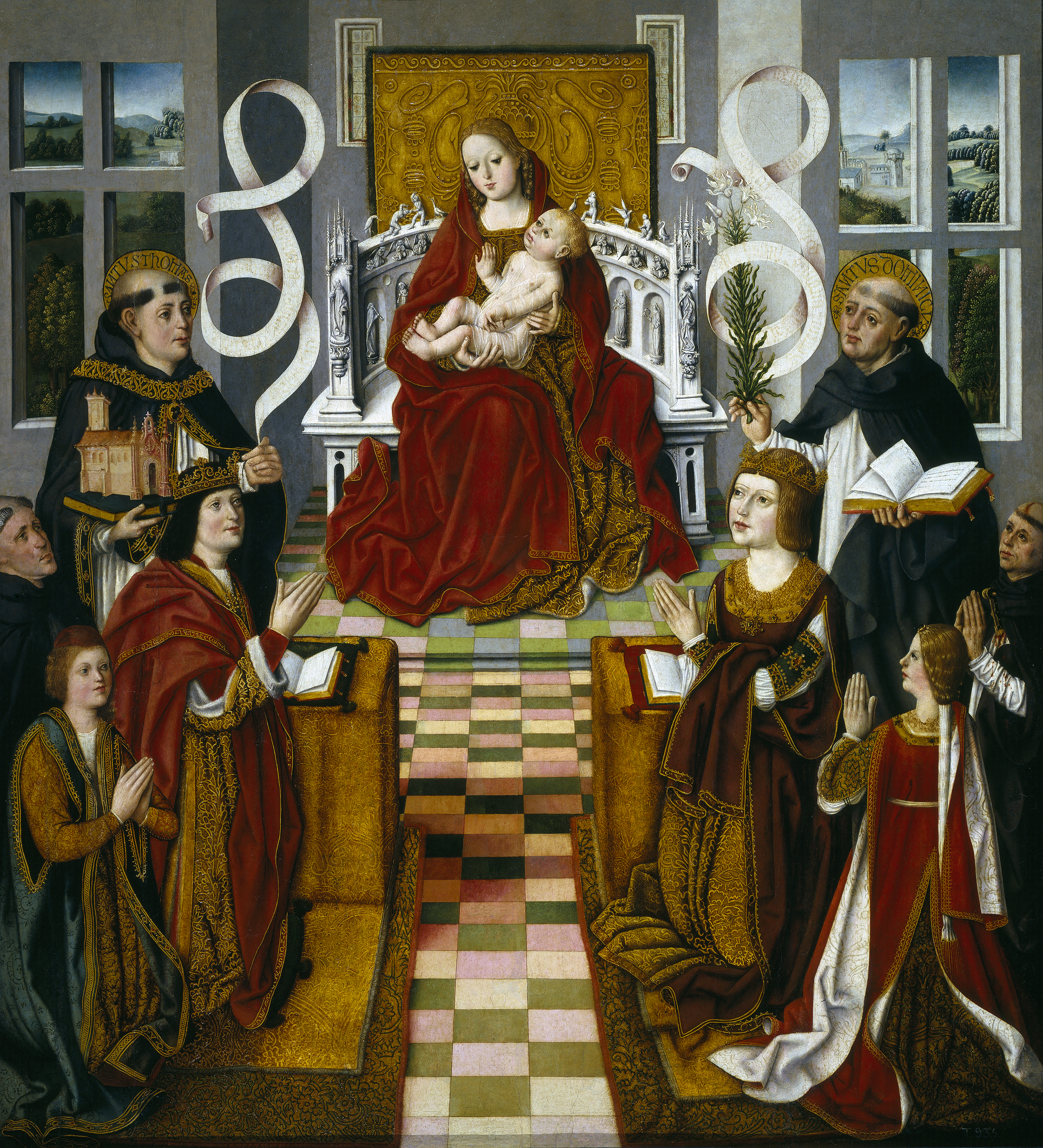
عذراء الملوك الكاثوليك..

تم إنشاء محاكم التفتيش من خلال المرسوم البابوي، «أبوليندام»، الصادر في نهاية القرن الثاني عشر من قبل البابا لوسيوس الثالث لمحاربة بدعة ألبيجينسية في جنوب فرنسا. كان هناك عدد كبير من محاكم محاكم التفتيش البابوية في مختلف الممالك الأوروبية خلال العصور الوسطى من خلال وسائل دبلوماسية وسياسية مختلفة. في مملكة أراغون، تم إنشاء محكمة التفتيش البابوية بموجب قانون "Excommunicamus" للبابا غريغوري التاسع، في عام 1232، في عهد الالبيجين بدعة كشرط للسلام مع أراغون. لم يستقبل الأراغون محاكم التفتيش بشكل سيئ، مما أدى إلى حظر الإهانات أو الهجوم عليها. كانت روما مهتمة بشكل خاص بالتأثير «الهرطقي» للمسلمين واليهود في شبه الجزيرة الأيبيرية على الكاثوليك. ضغطت على الممالك لقبول محاكم التفتيش البابوية بعد أراغون. تنازلت نافارا في القرن الثالث عشر والبرتغال بحلول نهاية القرن الرابع عشر، على الرغم من أن «محاكم التفتيش الرومانية» كانت غير نشطة. رفضت قشتالة بثبات، واثقة من وضعها البارز في أوروبا وقوتها العسكرية لإبقاء تدخل البابا تحت السيطرة. بحلول نهاية العصور الوسطى، إنجلترا، بسبب المسافة والامتثال الطوعي، وقشتالة (الجزء المستقبلي من إسبانيا) بسبب المقاومة والقوة، كانت ممالك أوروبا الغربية الوحيدة يقاومون بنجاح إنشاء محاكم التفتيش في عوالمهم.

### محاكم التفتيش في العصور الوسطى في أراغون
على الرغم من أن ريموند من بينيافورت لم يكن محققًا، فقد استشاره كثيرًا كمحامي قانوني ومستشار الملك جيمس الأول من أراغون في مسائل قانونية تتعلق بممارسات محاكم التفتيش في مجالات الملك.
«... إن إحساس المحامي العميق بالعدالة والإنصاف، جنبًا إلى جنب مع إحساس الدومينيكان الجدير بالتعاطف، سمح له بالابتعاد عن التجاوزات التي تم العثور عليها في أماكن أخرى في السنوات التكوينية لمحاكم التفتيش في البدعة.»
على الرغم من إنشائها في وقت مبكر، تمت مقاومة محاكم التفتيش البابوية بشكل كبير داخل تاج أراغون من قبل كل من السكان والملوك. مع مرور الوقت، تضاءلت أهميتها، وبحلول منتصف القرن الخامس عشر، تم نسيانها تقريبًا على الرغم من أنها لا تزال موجودة وفقًا للقانون.
فيما يتعلق بالظروف المعيشية للأقليات، فرض ملوك أراغون وملكيات أخرى بعض الضرائب التمييزية على الأقليات الدينية، لذا كانت التحويلات الزائفة وسيلة للتهرب الضريبي.
بالإضافة إلى التشريعات التمييزية المذكورة أعلاه، كان لدى أراجون قوانين تستهدف على وجه التحديد حماية الأقليات. على سبيل المثال، عوقب الصليبيون الذين هاجموا رعايا يهودًا أو مسلمين لملك أراغون بينما كانوا في طريقهم للقتال في الاستعادة بالإعدام شنقًا. حتى القرن الرابع عشر، أظهرت سجلات التعداد والزفاف عدم اهتمام مطلق بتجنب الزواج المختلط أو خليط الدم. أصبحت مثل هذه القوانين شائعة الآن في معظم دول أوروبا الوسطى. أظهرت كل من محاكم التفتيش الرومانية والسلطات المسيحية المجاورة عدم ارتياح لقانون أراغون وقلة الاهتمام بالعرق، ولكن دون تأثير يذكر.
```
لم يكن كبار المسؤولين في الديانة اليهودية شائعين كما هو الحال في قشتالة، لكن لم يسمع بهم أي منهما.
[
7
]
 
أبراهام زاكوتو
 أستاذًا في جامعة قرطاجنة. كان 
فيدال أستوري
 صائغ الفضة الملكي لـ 
فرديناند الثاني ملك أراغون
 وقام بأعمال تجارية باسمه. وقيل أن الملك فرديناند نفسه لديه أصول يهودية من جهة والدته.
[
8
]
```

### محاكم التفتيش في العصور الوسطى في قشتالة
لم يكن هناك قط محكمة من محاكم التفتيش البابوية في قشتالة، ولا أي محاكم تفتيش خلال العصور الوسطى. اتُهم أعضاء الأسقفية بمراقبة المؤمنين ومعاقبة المخالفين، دائمًا تحت إشراف الملك.
خلال العصور الوسطى في قشتالة، لم تهتم الطبقة الحاكمة الكاثوليكية والسكان إلا قليلاً أو لم يهتموا بدعة. لم تكن قشتالة لديها انتشار للكتيبات المعادية لليهود كما فعلت إنجلترا وفرنسا خلال القرنين الثالث عشر والرابع عشر - وتلك التي تم العثور عليها تم تعديلها وإزالتها بنسخ مخففة من القصص الأصلية. تم التسامح مع اليهود والمسلمين وسمح لهم عمومًا باتباع عاداتهم التقليدية في الأمور الداخلية.
تباينت التشريعات المتعلقة بالمسلمين واليهود في الأراضي القشتالية بشكل كبير، وأصبحت أكثر تعصبًا خلال فترة عدم الاستقرار الكبير وحروب الأسرة الحاكمة التي حدثت بحلول نهاية القرن الرابع عشر. يصعب تلخيص القانون القشتالي بشكل خاص نظرًا لنموذج رؤساء البلديات في الفيلات الملكية المجانية وسكان المناطق الحدودية لديهم الحق في إنشاء fueros (القانون) الخاص بهم والذي يختلف من فيلا إلى أخرى. بشكل عام، كان النموذج القشتالي موازيًا للنموذج الأولي لإسبانيا الإسلامية. كان غير الكاثوليك يخضعون لتشريعات تمييزية فيما يتعلق بالضرائب وبعض التشريعات التمييزية الأخرى المحددة - مثل حظر ارتداء الحرير أو «الملابس البراقة»  - التي تختلف من مقاطعة إلى أخرى، لكنها تُركت وحدها. كان التحويل القسري للأقليات مخالفًا للقانون، وكذلك كان الاعتقاد بوجود السحر أو الوحي أو الخرافات المماثلة. بشكل عام، سُمح لجميع «الناس من الكتاب» بممارسة عاداتهم ودياناتهم بقدر ما لم يحاولوا التبشير على السكان المسيحيين. كان لليهود على وجه الخصوص حريات وحماية مدهشة مقارنة بالمناطق الأخرى في أوروبا وسمح لهم بتقلد مناصب عامة رفيعة مثل المستشار أو أمين الصندوق أو سكرتير التاج. افتتاحية. مدريد.</ref>
خلال معظم فترة العصور الوسطى، كان الزواج المختلط مع المتحولين مسموحًا به وتشجيعه. كان التعاون الفكري بين الأديان هو القاعدة في قشتالة. بعض الأمثلة هي مدرسة توليدو للمترجمين من القرن الحادي عشر. سُمح لليهود والموريسكيين بتولي مناصب عليا في الإدارة (انظر أبراهام سينيور، صموئيل أبولافيا، يوسي أبرابانيل، لوبيز دي كونشيلوس، ميغيل بيريز دي ألمازان، جاكو أبين نونيس وفرناندو ديل بولجار). [تحقق من المصدر]
كان تشديد القوانين لحماية حق اليهود في تحصيل القروض خلال أزمة القرون الوسطى أحد أسباب الثورة ضد بيتر القاسي ومحفزًا للحوادث المعادية للسامية في عام 1391 في قشتالة، وهي مملكة كانت لم يظهر أي رد فعل معاد للسامية كبير على أزمة الموت الأسود والجفاف في أوائل القرن الرابع عشر. حتى بعد الزيادة المفاجئة في العداء تجاه الأديان الأخرى التي مرت بها المملكة بعد أزمة القرن الرابع عشر، والتي أدت بشكل واضح إلى تدهور الظروف المعيشية لغير الكاثوليك في قشتالة، ظلت واحدة من أكثر الممالك تسامحًا في أوروبا.
، كان لدى المملكة توترات خطيرة مع روما فيما يتعلق بمحاولات الكنيسة لبسط سلطتها فيها. كان محور الصراع هو المقاومة القشتالية للتخلي حقًا عن طقوس Mozarabic، ورفض منح السيطرة البابوية على أرض الاسترداد (طلب تنازل عن أراغون والبرتغال). تضافرت هذه النزاعات مع مقاومة قوية للسماح بإنشاء محاكم التفتيش، والاستعداد العام للمملكة لقبول الزنادقة الذين جاءوا في طلب اللجوء من الملاحقة القضائية في فرنسا.

## أهدافها
كانت محاكم التفتيش في إسبانيا منذ القرن الثاني عشر موجهة ضد الكاثاريون الذين حوكموا كهراطقة. وفي 1477 أقنع رئيس الرهبنة الدومنيكي الملكة إيزابيلا بأن بعض اليهود الذين تحولوا إلى المسيحية لا يزال يمارس اليهودية سراً فقامت بتشكيل محاكم خاصة للنظر في مصداقية هذا الإدعاء.
كما شملت هذه المحاكمات المسلمين المتنصرين الذين اجبروا على اعتناق المسيحية عام 1502. وبحلول سنة 1571 أصبح 82% من المحاكمين من الموريسكيين.

## تطبيقها
كانت المحاكم غالباً ما تستعمل التعذيب في انتزاع الاعترافات وخاصة في القرن الثاني عشر وأثناء محاكم اليهود السفرديين. كما كان المحاكمون غالباً ما يعتمدون على شهادة جيران المتهمين في التحقيق من التهم المنسوبة إليهم. وقام البابا في البداية بنشر إعلان ذكر فيه عدم شرعية هذه المحاكم غير أن ضغط ونفوذ ملوك إسبانيا أدى إلى إلغاء هذه الدعوة وإعطاء السلطات كافة الصلاحيات الدينية في هذه المحاكم.
غير أن الموريسكيين لم يتعرضوا لمثل هذه المعاملات وغالباً ما استخدم الكرادلة في حملات تبشير إلى المناطق التي انتشر فيها هؤلاء. وعند فشل هذه الحملات عمدت السلطات إلى ترحيلهم بشكل قسري إلى المغرب حيث حرم عليهم اصطحاب مجوهراتهم وأموالهم التي تركت للإسبان الذين استوطنوا بيوتهم لاحقاً، وتم هذا سنة 1609 عندما رحل مئات الآلاف من المسلمين «المتنصرين».
كانت محاكم التفتيش وسيلة ملوك إسبانيا الصليبيين لتطهير إسبانيا من المسلمين. وذلك برغم المعاهدة الموقعة منهم عندما سقطت غرناطة –آخر قلاع المسلمين في إسبانيا- سنة (898 هـ \ 1492 م). حيث نصت المعاهدة بين أبي عبد الله الصغير والملوك الكاثوليك وضمنها البابا وأقسم عليها: «تأمين الصغير والكبير في النفس والأهل والمال إبقاء الناس في أماكنهم ودورهم ورباعهم وإقامة شريعتهم على ما كانت ولا يحكم على أحد منهم إلا بشريعتهم وأن تبقى المساجد كما كانت والأوقاف كما كذلك وألا يدخل نصراني دار المسلم ولا يغصبوا أحدا....و ألا يؤخذ أحد بذنب غيره وألا يُكره من أسلم على الرجوع للنصارى ودينهم ولا ينظر نصراني على دور المسلمين ولا يدخل مسجدا من مساجدهم ويسير في بلاد النصارى آمنا في نفسه وماله... ولا يمنع مؤذن ولا مصلي ولا صائم ولا غيره في أمور دينه». تم نقض المعاهدة كلياً. وتم حظر اللغة العربية. وثم تم إجبار المسلمين على التنصُّر. إلا أن العديد من هذا الاعتناق الديني كان بالاسم فقط: إذ كان المسلمون يمارسون الطقوس الدينية المسيحية، إلا أنهم استمروا في تطبيق الدين الإسلامي سراً. وكانت هناك محظورات كثيرة منها: حظر الختان، وحظر الوقوف تجاه القبلة، وحظر ارتداء الملابس العربية. وإذا وجدوا رجلا لابساً للزينة يوم العيد عرفوا أنه مسلم فيصدر في حقه الإعدام. وكذلك لو وجدوا في بيته مصحفا، أو امتنع عن الطعام في رمضان، أو امتنع عن شرب الخمر وأكل الخنزير. وكانوا يكشفون عورة من يشكون أنه مسلم، فإذا وجدوه مختونًا أو كان أحد عائلته كذلك فليعلم أنه الموت ونهايته هو وأسرته. وتعتبر المحكمة الكاثوليكية والرأي العام أن تصرفات مثل تناول «الكوسكس»، واستخدام الحناء عادات غير مسيحية.
وكان الإمبراطور شارل الخامس حينما أصدر قراره بتنصير المسلمين، وعد بتحقيق المساواة بينهم وبين المسيحيين في الحقوق والواجبات، ولكن هذه المساواة لم تتحقق قط، وشعر هؤلاء أنهم ما زالوا موضع الريب والاضطهاد، ففرضت عليم ضرائب كثيرة لا يخضع لها المسيحيون، وكانت وطأة الحياة تثقل عليهم شيءًا فشيئًا، حتى أصبحوا أشبه بالرقيق والعبيد، ولما شعرت السلطات بميل الموريسكيين إلى الهجرة، صدر قرار في سنة (948 هـ=1514م)، يحرم عليهم تغيير مساكنهم، كما حرم عليهم النزوح إلى بلنسية التي كانت دائمًا طريقهم المفضل إلى الهجرة.
ولكن حتى هذا الحل لم ينجح كليا في حل المشكلة الإسلامية في إسبانيا فكان اللجوء إلى الطرد الجماعي في القرن السابع عشر، أما الخسائر التي ستترتب عن الطرد فتم تعويضها بشكل كبير بالأرباح الناتجة عن مصادرة أملاك المورسكيين. حيث أصدر الملك فيليب الثالث قراراً بطرد مئات الآلاف من الموريكسيين بعد أن اقتنع بفشل محاكم التفتيش في إجبار المسلمين على ترك دينهم، على أن يبقى الأطفال الذين كانت أعمارهم بين العاشرة أو أقل في إسبانيا ليقوم الرهبان أو أي أشخاص آخرين موثوق بهم بتعليمهم مع إبقائهم عبيداً بغير زواج. فما بين عامي 1609-1614 تم طرد ما لا يقل عن 500 ألف شخص إلى البلدان الإسلامية المجاورة كالمغرب وتونس والجزائر بل وبعض البلدان المسيحية الأخرى، بعد نهب ومصادرة ثرواتهم وأملاكهم.
وقد أدى هذا النفي لإدخال إسبانيا في أحلك فترة في تاريخها، حيث إن الكثير من الأراضي الخصبة أصبحت أراضي موات، واندثرت أكثر الحرف ازدهاراً (كالبناء وتنظيم السقاية والنقل). لم يبق من الموريكسيين بعد الطرد إلا القليل مختفين بدينهم. آخر ذكر لهم في السجلات كان تقريرا رُفع إلى الملك سنة 1769 يتضمن شكوكا حول أشخاص متهمين بالإسلام سرّا. ولعل من المفيد أن نذكر أن رجلاً إسبانيًا يدعى «بدية» توجه إلى مكة المكرمة لأداء فريضة الحج سنة (1222 هـ =1807 م) أي بعد 329 سنة من قيام محاكم التحقيق. وانتهت محاكم التفتيش رسمياً في 15 حزيران 1834 م .

## طرق التعذيب

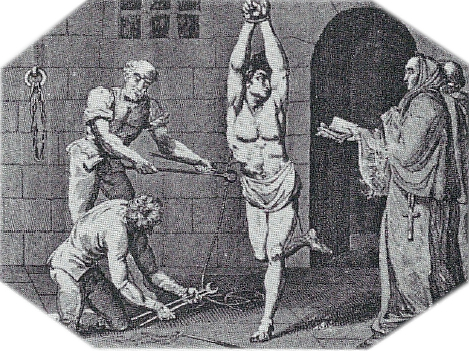
التعذيب من سمات محاكم التفتيش الإسبانية

مورست في هذه المحاكم معظم أنواع التعذيب المعروفة في العصور الوسطى، وأزهقت آلاف الأرواح تحت وطأة التعذيب. ومن أنواع التعذيب: إملاء البطن بالماء حتى الاختناق، وسحق العظام بآلات ضاغطة، وربط يدي المتهم وراء ظهره، وربطه بحبل حول راحتيه وبطنه ورفعه وخفضه معلقا سواء بمفرده أو مع أثقال تربط به، والأسياخ المحمية على النار، وتمزيق الأرجل، وفسخ الفك.

## إحصائيات
تمت محاكمة ما لا يقل عن 150,000 حالة طوال فترة محاكم التفتيش منذ القرن الثاني عشر. وبلغت عدد حالات الإعدام الموثقة ما قبل 1530 حوالي 2,000 حالة وحوالي 1,000 ما بين 1530-1630 و250 ما بعد 1630 حتى إلغاؤها عام 1834.